# جزيرة شورى
جزيرة شورى وتُعرف سابقًا باسم جزيرة شريرة هي إحدى الجزر الواقعة في البحر الأحمر وتتبع منطقة تبوك شمال غرب المملكة العربية السعودية، وهي واحدة من 92 جزيرة في موقع مشروع البحر الأحمر، وتتميز بشكلها الذي يشبه الدولفين من الأعلى، وبشعبها المرجانية. وتأتي شورى في المركز الرابع كأكبر حيد بحري في العالم.

## الموقع والمساحة
تبلغ مساحة الجزيرة نحو 5,6 كم2 وتبعد عن الساحل بحوالي 0,90 ميل بحري.

## جسر شورى
جسر شورى هو جسر مائي يربط البر الرئيسي بجزيرة شورى الجزيرة الرئيسية في مشروع البحر الأحمر، يُعد أطول جسر مائي في المملكة العربية السعودية، حيث يبلغ طوله 3.3 كلم.